# Hành động trực tiếp
Hành động trực tiếp bắt nguồn như một thuật ngữ hoạt động chính trị cho các hành vi kinh tế và chính trị, trong đó các chủ thể sử dụng sức mạnh (ví dụ như kinh tế hoặc vật chất) của mình để trực tiếp đạt được các mục tiêu quan tâm nhất định, ngược lại với hành động lôi cuốn người khác (ví dụ như chính quyền) ví dụ, tiết lộ một vấn đề hiện có, nêu bật một giải pháp thay thế hoặc thể hiện một giải pháp khả thi.

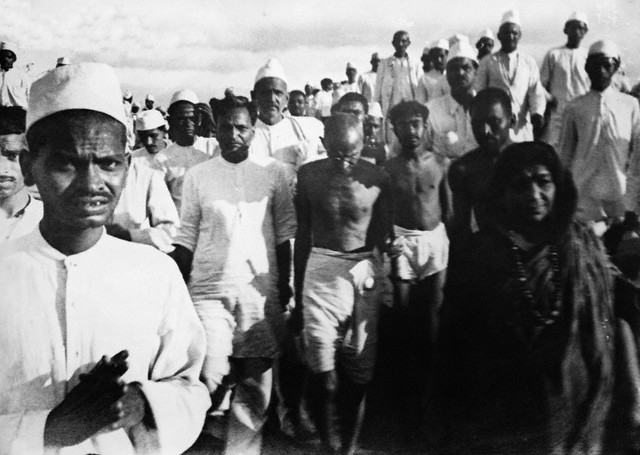
Mahatma Gandhi và những người ủng hộ trong cuộc Tuần hành Muối vào ngày 12 tháng 3 năm 1930. Đây là một hành động của hành động trực tiếp bất bạo động.

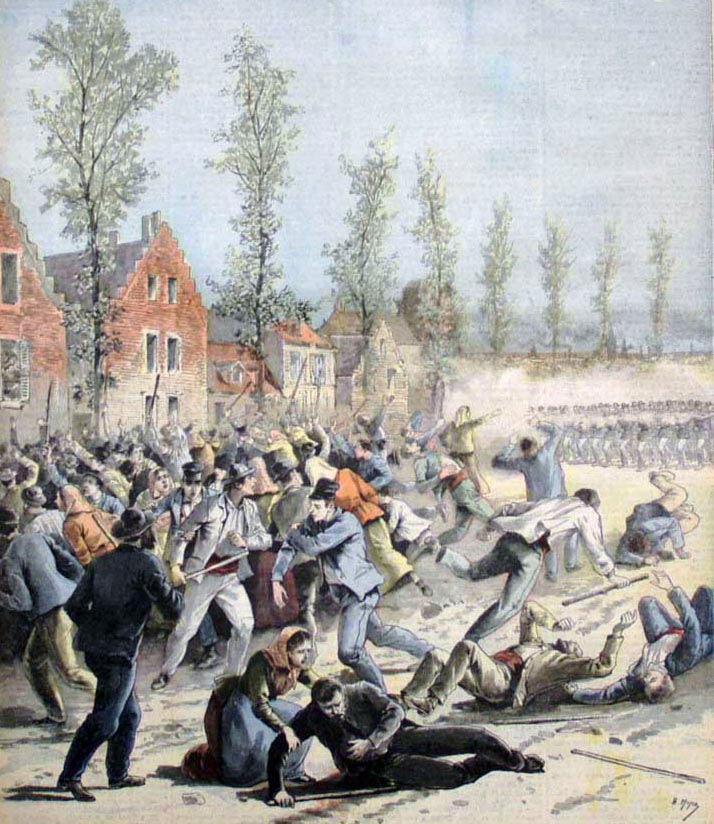
Sự miêu tả về cuộc tổng đình công của Bỉ năm 1893. Một cuộc tổng đình công là một ví dụ về hành động trực tiếp đối đầu.

Hành động trực tiếp và hành động lôi cuốn người khác có thể bao gồm các hoạt động bất bạo động và hoạt động bạo động nhắm vào người, nhóm hoặc tài sản bị coi là xúc phạm người tham gia hành động. Ví dụ về hành động trực tiếp bất bạo động (hay còn gọi là phi bạo lực, kháng chiến bất bạo động, hay kháng chiến dân sự) có thể bao gồm (cản trở) phong trào sit-ins, đình công, workplace occupations, phong tỏa đường phố hay tin tặc, trong khi hành động trực tiếp bạo động có thể bao gồm bạo lực chính trị hoặc các cuộc tấn công. Các chiến thuật như phá hoại hay phá hủy tài sản đôi khi được coi là bạo lực.
Ngược lại, bầu cử chính trị, ngoại giao, đàm phán, biểu tình và trọng tài thường không được mô tả là hành động trực tiếp vì chúng là trung gian chính trị. Những hành động bất bạo động đôi khi là một hình thức bất tuân dân sự và có thể liên quan đến một mức độ vi phạm pháp luật khi người ta tự đặt mình vào tình huống có thể bị bắt giữ để đưa ra tuyên bố chính trị nhưng những hành động khác (như đình công) có thể không vi phạm luật hình sự.
Mục đích của hành động trực tiếp là cản trở một tác nhân chính trị hoặc tổ chức chính trị khác nhau thực hiện một số thực tiễn mà các nhà hoạt động phản đối, hoặc giải quyết các vấn đề nhận thức mà các tổ chức xã hội truyền thống (chính phủ, tổ chức tôn giáo hay công đoàn thành lập) không giải quyết được sự hài lòng của những người tham gia hành động trực tiếp.
Hành động trực tiếp bất bạo động trong lịch sử là một tính năng thường xuyên quyết đoán các chiến thuật được sử dụng bởi các phong trào xã hội, bao gồm phong trào độc lập Ấn Độ của Mahatma Gandhi và phong trào dân quyền

## Lịch sử
Chiến thuật hành động trực tiếp đã xuất hiện từ lâu khi có xung đột tồn tại, nhưng không biết từ khi nào thuật ngữ này xuất hiện lần đầu tiên. Liên minh cấp tiến công nhân công nghiệp thế giới lần đầu tiên đề cập đến thuật ngữ "hành động trực tiếp" trong một ấn phẩm liên quan đến một cuộc đình công ở Chicago được thực hiện vào năm 1910. Những thực hành lịch sử đáng chú ý khác của hành động trực tiếp bao gồm phong trào dân quyền Hoa Kỳ, phong trào công lý toàn cầu, quyền bầu cử của phụ nữ, nhà cách mạng Che Guevara và một số nhóm vận động bảo vệ môi trường.
Nhà vô chính phủ người Mỹ Voltairine de Cleyre đã viết một bài tiểu luận gọi là "Hành động trực tiếp" vào năm 1912 được trích dẫn rộng rãi ngày nay. Trong bài tiểu luận này, de Cleyre chỉ ra các ví dụ lịch sử như Boston Tea Party và phong trào chống nô lệ của Mỹ, ghi chú rằng "hành động trực tiếp luôn được sử dụng và có sự trừng phạt mang tính lịch sử đến chính những người hiện đang đẩy lùi nó". 

Trong cuốn sách năm 1920, Direct Action, William Mellor đặt hành động trực tiếp một cách vững chắc vào cuộc đấu tranh giữa người lao động và người sử dụng lao động để kiểm soát "đời sống kinh tế của xã hội". Mellor định nghĩa hành động trực tiếp "là việc sử dụng một số hình thức quyền lực kinh tế để đảm bảo các mục tiêu mong muốn của những người sở hữu sức mạnh đó." Mellor coi hành động trực tiếp như một công cụ của cả hai chủ sở hữu và người lao động và vì lý do này, ông bao gồm trong định nghĩa của mình bế xưởng và tập đoàn, cũng như đình công và phá hoại. Tuy nhiên, đến thời điểm này, nhà vô chính phủ và nữ quyền Voltairine de Cleyre của Hoa Kỳ đã đưa ra một sự bảo vệ mạnh mẽ của hành động trực tiếp, liên kết nó với các cuộc đấu tranh cho các quyền dân sự: 
......"Đội quân cứu thế, được thành lập bởi một quý ông tên là William Booth đang mạnh mẽ thực hành hành động trực tiếp để duy trì sự tự do của các thành viên để nói chuyện, tập hợp và cầu nguyện. Hết lần này đến lần khác họ bị bắt, bị phạt và bị giam cầm... cho đến khi cuối cùng họ buộc những kẻ bắt bớ họ phải để họ yên."— de Cleyre,

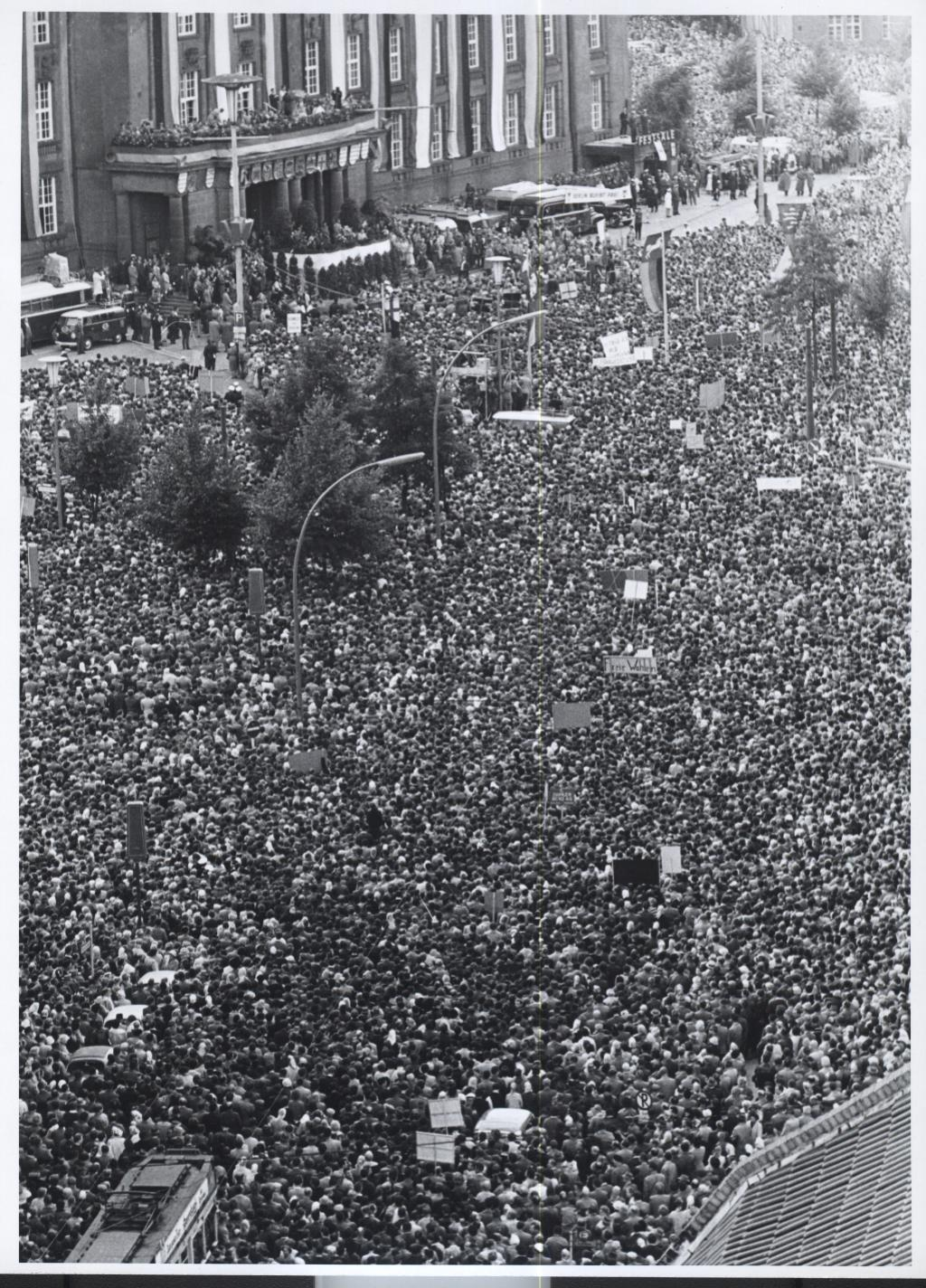
Một cuộc biểu tình phản đối bức tường Berlin mới được xây dựng trong chiến tranh Lạnh năm 1961. Nó bị phá hủy vào năm 1989.

Martin Luther King cảm thấy rằng mục tiêu của hành động trực tiếp bất bạo động là "tạo ra một cuộc khủng hoảng và thúc đẩy sự căng thẳng" nhằm yêu cầu một phản ứng. Biện pháp tu từ của Martin Luther King, James Bevel và Mohandas Gandhi đã thúc đẩy hành động trực tiếp cách mạng phi bạo lực như một phương tiện để thay đổi xã hội. Gandhi và Bevel đã bị ảnh hưởng mạnh mẽ bởi The Kingdom of God Is Within You của Leo Tolstoy, được coi là một văn bản cổ điển thúc đẩy tư tưởng kháng thụ động.
Đến giữa thế kỷ 20, phạm vi hành động trực tiếp không hồ nghi đã hoàn toàn mở rộng, mặc dù ý nghĩa của thuật ngữ này có lẽ đã được ký kết. Nhiều chiến dịch cho sự thay đổi xã hội, chẳng hạn như những người tìm kiếm quyền bầu cử, cải thiện điều kiện lao động, quyền công dân, quyền phá thai hay chấm dứt phá thai, chấm dứt chỉnh trang đô thị và bảo vệ môi trường - yêu cầu sử dụng ít nhất một số loại hành động trực tiếp bạo lực hoặc phi bạo lực.
Một số phần của phong trào chống hạt nhân đã sử dụng hành động trực tiếp, đặc biệt là trong những năm 1980. Các nhóm phản đối việc đưa tên lửa hành trình vào Vương quốc Anh, sử dụng chiến thuật như đột nhập và chiếm căn cứ không quân Hoa Kỳ, chặn đường để ngăn chặn sự di chuyển của các đoàn xe quân sự và phá vỡ các dự án quân sự. Tại Mỹ, các cuộc biểu tình rầm rộ phản đối năng lượng hạt nhân, vũ khí và can thiệp quân sự trong suốt một thập kỷ dẫn đến hàng ngàn vụ bắt giữ. Nhiều nhóm cũng lập ra các " trại hòa bình " bán kiên cố bên ngoài các căn cứ không quân như Molesworth, Greenham Common, và tại khu thử nghiệm Nevada.
Các tổ chức phong trào môi trường như hòa bình xanh đã sử dụng hành động trực tiếp để gây áp lực cho chính phủ và các công ty để thay đổi chính sách môi trường trong nhiều năm. Vào ngày 28 tháng 4 năm 2009, các nhà hoạt động của Hòa bình xanh, bao gồm Phil Radford đã điều khiển một cần cẩu băng qua đường từ Bộ Ngoại giao, kêu gọi các nhà lãnh đạo thế giới giải quyết vấn đề biến đổi khí hậu. Ngay sau đó, các nhà hoạt động Hòa bình xanh thả một biểu ngữ ra khỏi Mt. Rushmore, đặt khuôn mặt của Tổng thống Obama bên cạnh các tổng thống lịch sử khác, trong đó có dòng chữ "Lịch sử tôn vinh các nhà lãnh đạo; Ngăn chặn sự nóng lên toàn cầu". Tổng thể, hơn 2.600 người đã bị bắt trong khi phản đối chính sách năng lượng và các vấn đề sức khỏe liên quan thuộc chính quyền Barack Obama.
Năm 2009, hàng trăm người đã chặn các cổng của nhà máy nhiệt điện than cung cấp năng lượng cho tòa nhà Quốc hội Hoa Kỳ, sau hội nghị Power Shift ở Washington, DC. Vào tham dự Hành động khí hậu thủ đô có Bill McKibben, Terry Tempest Williams, Phil Radford, Wendell Berry, Robert Kennedy Junior, Judy Bonds và nhiều nhân vật nổi bật khác của phong trào công lý khí hậu cũng đã tham dự.
Các nhóm chống phá thai ở Hoa Kỳ đặc biệt là hoạt động cứu hộ, thường sử dụng các cuộc đấu tranh phi bạo lực sit-ins tại lối vào của các phòng khám phá thai như một hình thức hành động trực tiếp vào cuối những năm 1980 và đầu những năm 1990. 

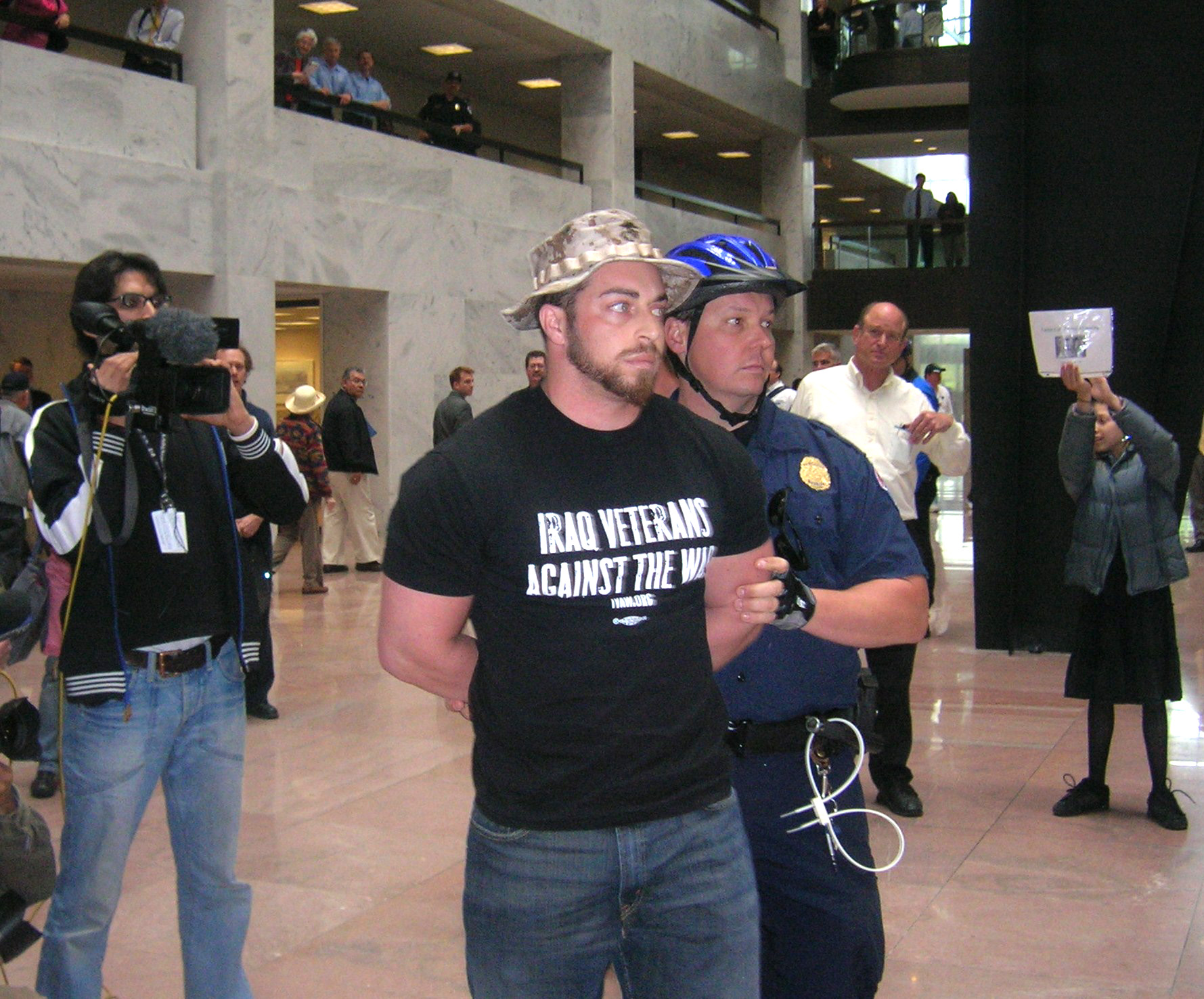
Nhà hoạt động tự nguyện Adam Kokesh bị bắt sau cuộc biểu tình bất bạo động chống chiến tranh Iraq năm 2007

Các nhà hoạt động chống toàn cầu hóa đã gây chú ý trên toàn thế giới vào năm 1999, khi họ buộc hội nghị bộ trưởng WTO năm 1999 của Seattle phải kết thúc sớm bằng các chiến thuật hành động trực tiếp. Mục tiêu mà họ có, kết thúc các cuộc họp được thực hiện trực tiếp bằng cách đặt cơ thể của họ và các mảnh vở̃ khác vào giữa các đại biểu WTO và tòa nhà mà họ dự định. Các nhà hoạt động cũng tham gia vào việc phá hủy tài sản như một cách trực tiếp nêu rõ sự phản đối của họ đối với văn hóa doanh nghiệp - điều này có thể được xem như là một hành động trực tiếp nếu mục tiêu là đóng cửa các cửa hàng đó trong một khoảng thời gian hoặc một hành động gián tiếp nếu mục tiêu đó gây ảnh hưởng đến chính sách của công ty.
Một trong những hành động trực tiếp lớn nhất trong những năm gần đây diễn ra tại San Francisco một ngày sau khi chiến tranh Iraq bắt đầu vào năm 2003. Hai mươi ngàn người chiếm giữ đường phố và hơn 2.000 người bị bắt trong các hành động của nhóm Quan Hệ khắp trung tâm thành phố San Francisco, nơi có các tập đoàn liên quan đến quân sự như Bechtel. (Xem cuộc biểu tình phản chiến ngày 20 tháng 3 năm 2003).
Hành động trực tiếp cũng được sử dụng ở quy mô nhỏ hơn. Người tị nạn Salim Rambo được cứu khỏi khi bị trục xuất từ Anh trở về cộng hòa dân chủ Congo khi một người đứng dậy cùng chuyến bay của anh ta từ chối ngồi xuống. Sau hai giờ trì hoãn, người đàn ông đã bị bắt, nhưng phi công đã từ chối bay cùng Rambo trên máy bay. Salim Rambo cuối cùng được thả ra khỏi sự giam giữ của nhà nước và vẫn tự do cho đến ngày hôm nay.
Vào những năm 1980, một nhóm phản đối hành động trực tiếp ở California có tên là nhóm hành động Livermore viết trong tờ báo Hành động trực tiếp của họ. Bài viết chạy trong 25 vấn đề, và bao gồm hàng trăm hành động bất bạo động trên khắp thế giới. Cuốn sách Hành động trực tiếp: Một cuốn tiểu thuyết lịch sử lấy tên từ bài báo này và ghi lại hàng tá hành động trong khu vực Vịnh San Francisco.
Các nhà hoạt động nhân quyền sử dụng hành động trực tiếp trong chiến dịch đang diễn ra để đóng cửa Trường học của Châu Mỹ, đã đổi tên thành Viện Hợp tác An ninh Bán cầu Tây năm 2001. Kết quả là những nhà bảo vệ nhân quyền của 245 SOA Watch đã cùng nhau trải qua gần như 100 năm tù, hơn 50 người đã phục vụ án quản chế.
"Hành động trực tiếp" cũng đã phục vụ như biệt danh của ít nhất hai nhóm: người Pháp Action Directe cũng như nhóm Canada phổ biến hơn được gọi là Squamish Five. Hành động trực tiếp cũng là tên của tạp chí Wobblies Úc. Liên đoàn Đoàn kết của Vương quốc Anh hiện đang xuất bản một tạp chí gọi là Hành động trực tiếp.
Cho đến năm 1990, Đảng công nhân xã hội chủ nghĩa Úc đã xuất bản một bài báo của đảng cũng có tên là "Hành động trực tiếp", để vinh danh lịch sử của Wobblies. Một trong những hậu duệ của nhóm, đảng xã hội cách mạng một lần nữa bắt đầu xuất bản tên này.
Food Not Bombs thường được mô tả là hành động trực tiếp vì các cá nhân liên quan trực tiếp hành động để giải quyết vấn đề xã hội; Mọi người đang đói và chưa có sẵn thức ăn. Food Not Bombs vốn được dành riêng cho phi bạo lực.
Một bảo tàng ghi lại lịch sử của hành động trực tiếp và những cơ sở hoạt động ở Lower East Side của thành phố New York, Bảo tàng không gian đô thị khai hoang, được khai trương vào năm 2012.

## Bất bạo động

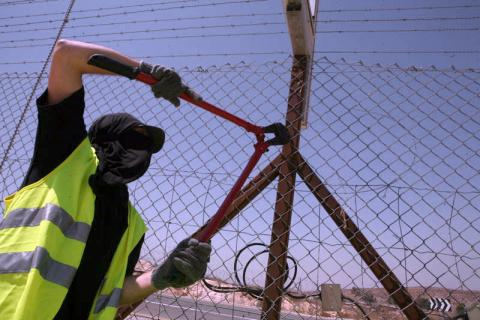
Phá hủy hàng rào ở biên giới bởi AATW, 2007

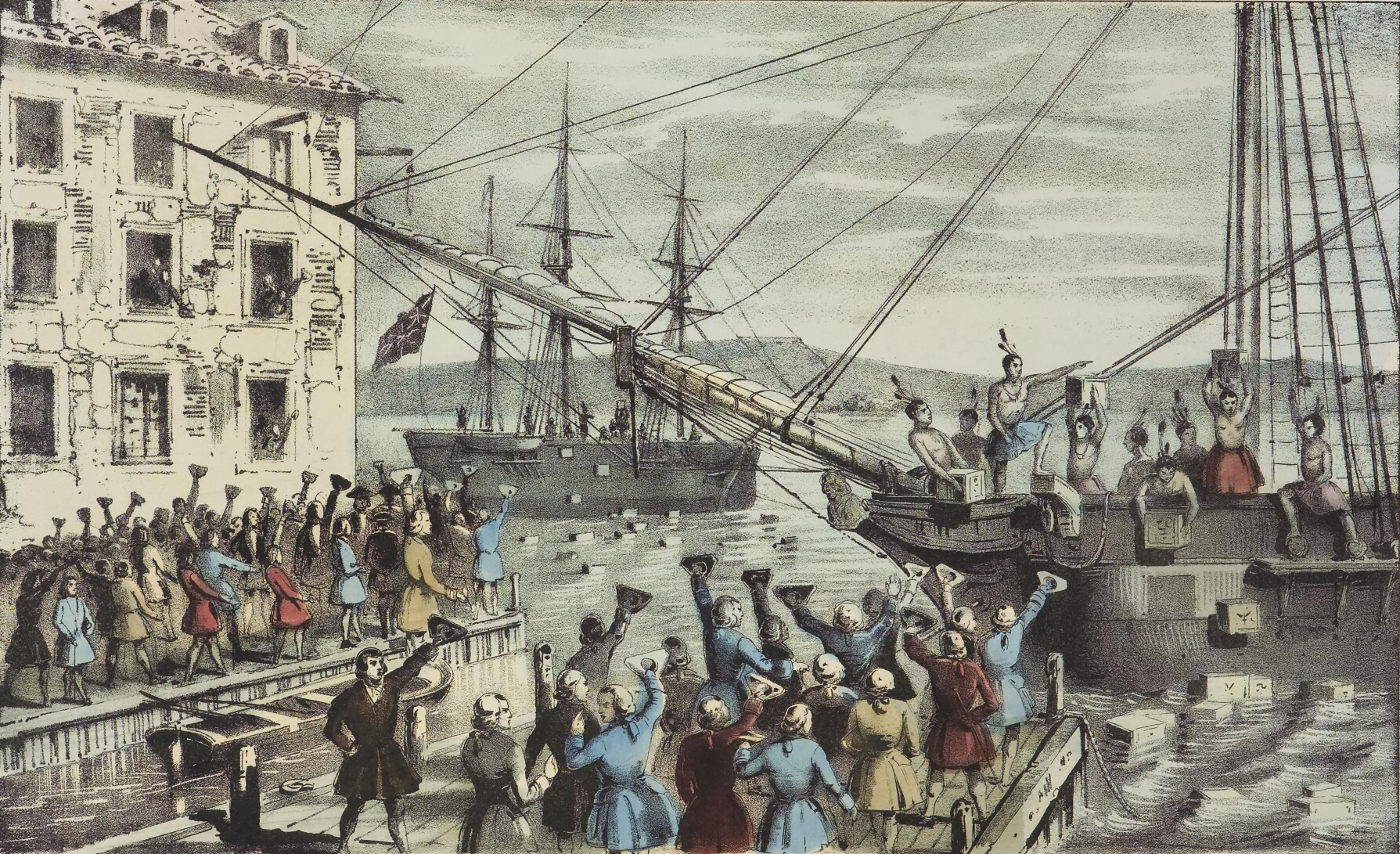
Sự hủy diệt của trà tại cảng Boston

Nguyên tắc bất bạo động là một lực lượng tích cực theo đúng nghĩa của nó và liên quan đến mối quan tâm tích cực đối với sức khỏe của đối thủ ngay cả khi đang chống lại các hành động của người. Những lời dạy của Mohandas Gandhi về Satyagraha (hay lực lượng chân lý) đã truyền cảm hứng cho nhiều người thực hành của hành động trực tiếp bất bạo động. Trong cuốn sách đầu tiên của mình, Stride Toward Freedom, nhà lãnh đạo dân quyền Martin Luther King Jr. đã mô tả những điều cơ bản của bất bạo động nói rằng, Nó:
1.... là một cách sống cho những người can đảm..., 
2.... tìm cách chiến thắng hữu nghị và sự thấu hiểu..., 
3.... tìm cách đánh bại sự bất công không phải người..., 
4.... giữ đau khổ đó biến đổi và giáo dục..., 
5.... chọn tình yêu thay vì ghét..., 
6.... tin rằng vũ trụ đứng về phía công lý.
Áp dụng chiến lược vào chiến dịch đòi quyền công dân của mình, Tiến sĩ King đã viết trong Thư từ nhà tù Birmingham rằng "Hành động trực tiếp bất bạo động tìm cách tạo ra một cuộc khủng hoảng và thúc đẩy căng thẳng đến mức cộng đồng liên tục từ chối đàm phán bắt buộc phải đối chất với vấn đề. Nó tìm cách kịch tính hóa vấn đề đến mức không thể bỏ qua được nữa. " 

## Bạo động
Hành động trực tiếp bạo động là bất kỳ hành động trực tiếp nào sử dụng lực gây thương tích vật lý chống lại người hoặc gây tranh cãi (xem bên dưới), tài sản. Ví dụ về các hành động trực tiếp bạo động bao gồm: bạo loạn, tư hình, khủng bố, ám sát chính trị, giải phóng tù nhân chính trị, can thiệp vào các hành động của cảnh sát, nổi dậy có vũ trang và phá hủy tài sản.
Ann Hansen, một chiến binh du kích đô thị người Canada tự xưng và vô chính phủ trong Squamish Five (hay được gọi là Vancouver Five) đã viết trong cuốn sách Hành động trực tiếp rằng: 
" Bản chất của hành động trực tiếp... là mọi người đấu tranh cho chính họ, từ chối những người tuyên bố đại diện cho lợi ích thực sự của họ, cho dù họ là nhà cách mạng hay quan chức chính phủ. Đó là một ý tưởng lật đổ xa hơn nhiều so với sự bất tuân dân sự bởi vì nó không có nghĩa là cải cách hay ảnh hưởng đến quyền lực nhà nước mà có nghĩa là làm suy yếu nó bằng cách cho thấy nó là có hại và không cần thiết. Khi mọi người, chính họ, dùng đến bạo lực để bảo vệ cộng đồng của họ khỏi các cuộc tấn công phân biệt chủng tộc hoặc để bảo vệ môi trường của họ khỏi sự hủy hoại sinh thái, họ đang "hành động trực tiếp". " :335

## Tranh cãi về sự hủy hoại tài sản
Một cuộc tranh luận lớn là liệu phá hoại tài sản nên được đưa vào trong lĩnh vực bạo lực hay phi bạo lực. Cuộc tranh luận này có thể được minh họa bởi phản ứng của các nhóm như mặt trận giải phóng Trái đất và mặt trận giải phóng Động vật trong đó sử dụng phá hoại và phá hủy tài sản như chiến thuật hành động trực tiếp. Mặc dù các loại hành động này thường bị truy tố là bạo lực, nhưng các nhóm đó biện minh cho hành động của mình bằng cách tuyên bố rằng bạo lực là làm hại hướng đến các sinh vật sống chứ không phải tài sản. Vấn đề liệu phá hoại có phải là một hình thức bạo lực hay không rất khó giải quyết theo các khía cạnh triết học thuần túy, nhưng việc sử dụng phá hoại như một phương pháp có thể tương phản với thiệt hại tài sản nhỏ, một phần nhỏ nhưng cần thiết với phương pháp chiến dịch phi bạo lực như phá khóa và hàng rào để vào được một trang web. Một số nhà lý thuyết và nhà hoạt động tin rằng một học thuyết về sự đa dạng của các chiến thuật có thể giải quyết tranh cãi.
Luật pháp Hoa Kỳ và quốc tế bao gồm các hành vi chống lại tài sản theo định nghĩa bạo lực và tuyên bố rằng ngay cả trong thời chiến, "Hủy hoại [tài sản] như một sự chấm dứt trong chính nó là vi phạm luật pháp quốc tế". :218

## Vương quốc Anh
Phong trào hành động trực tiếp về môi trường ở Vương quốc Anh bắt đầu vào năm 1990 với sự hình thành của nhóm Earth First!. Phong trào nhanh chóng phát triển từ cuộc biểu tình Twyford Down năm 1992, đỉnh điểm là năm 1997.
Hiện tại có một số tổ chức tại Vương quốc Anh đang vận động hành động về biến đổi khí hậu sử dụng hành động trực tiếp bất bạo động, bao gồm trại hành động khí hậu, plane stupic và hòa bình xanh. Điều này dẫn đến việc các nhà vận động môi trường bị bộ tư pháp dán nhãn là cực đoan.